# Afar (Region)
Afar (äthiopische Schrift: አፋር Afar, auch Affar; amtlich amharisch የአፋር ብሔራዊ ክልላዊ መንግስት yä-Afar Bǝḥerawi Kǝllǝlawi Mängǝst, Afar Qafar Agatih Rakaakayih Doolata, englisch Afar National Regional State) ist eine der elf ethnisch definierten Verwaltungsregionen Äthiopiens.
Die Titularnation und Mehrheit der Bevölkerung stellen die Afar, die auch im angrenzenden Eritrea und Dschibuti leben. Die Hauptstadt ist heute Semera. Arbeitssprache der Region ist Afar.
Die Region liegt im Afar-Dreieck, einem tief gelegenen, vulkanisch aktiven Gebiet mit sehr hohen Temperaturen und geringen Niederschlägen. Am endorheischen Fluss Awash im Süden ist Landwirtschaft mit Bewässerung möglich, traditionell leben die Afar als nomadische Viehzüchter sowie vom Salzhandel. Salz aus den Salzseen der Region findet in Äthiopien traditionell als Zahlungsmittel Amole Verwendung.
Bekannt ist die Region für bedeutende Fossilienfunde wie „Lucy“, „Ardi“ und LD 350-1. In Afar liegen die Nationalparks Awash und Yangudi Rassa.

## Bevölkerung

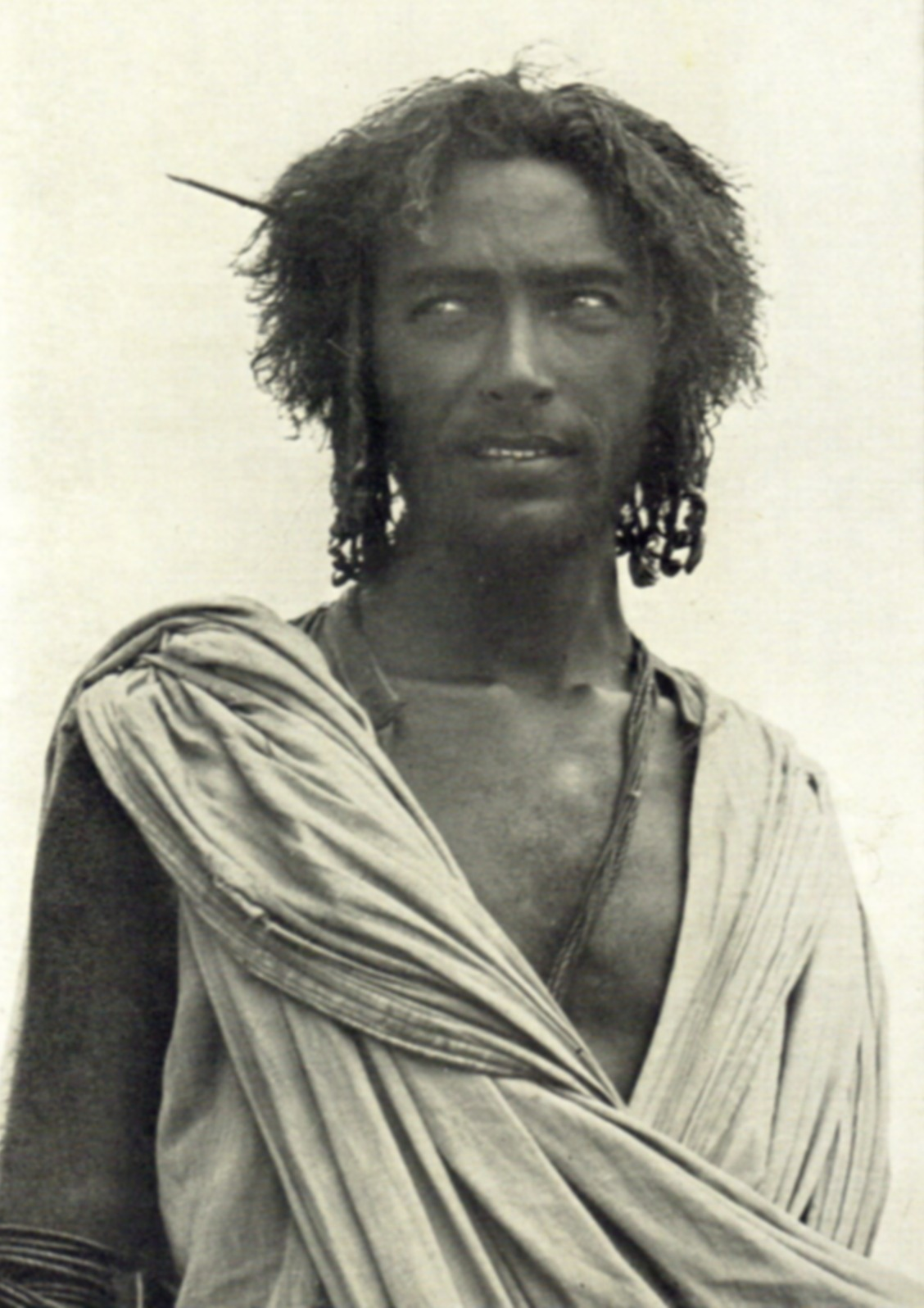
Afar-Nomade, 1950er-Jahre

Laut Volkszählung 2007 waren von 1.411.092 Einwohnern 90,03 % (1.251.103) Afar, 5,22 % (72.507) Amharen, 1,55 % (21.604) Argobba und 1,15 % (15.932) Tigray. 95,3 % waren Muslime und 3,9 % Orthodoxe.
13,4 % lebten in Städten. Größere Orte in Afar sind Asaita, Dubti, Melka Werer, Melka Sedi, Awash Arba, Awash Sebat Kilo und Gewane.
2005 besuchten 15,3 % der Kinder in der Afar-Region (19,1 % der Jungen, 11 % der Mädchen) eine Primarschule, 5,3 % (6,7 % Jungen, 4,1 % Mädchen) gingen an eine Sekundarschule. 2,9 % der getesteten Personen waren HIV-positiv. 91,6 % der Frauen waren beschnitten, 63,2 % in der schwersten Form (Infibulation); 65,6 % der befragten Frauen gaben an, die Weiterführung der Beschneidung zu befürworten. Die Männerbeschneidung ist mit 98,5 % ebenfalls verbreitet.
Mit einem Indexwert von 0,397 im Jahr 2015 hat die Region Afar den niedrigsten Index der menschlichen Entwicklung unter allen Regionen des Landes.

## Geschichte
Während die Afar in küstennäheren Gebieten Ende des 19. Jahrhunderts unter den Einfluss der Kolonialmächte Italien (in Italienisch-Eritrea) und Frankreich (in Dschibuti) gerieten, wurde das Sultanat Awsa im Landesinneren in Äthiopien eingegliedert. Nach dem Zweiten Weltkrieg wurden die so unter äthiopische Kontrolle gelangten Afar-Gebiete auf die Provinzen Eritrea, Tigray, Wollo, Shewa und Hararge aufgeteilt. Afar protestierten vergeblich für eine Vereinigung und Autonomie ihrer Gebiete.
1987 wurde die Verwaltungsgliederung Äthiopiens neu organisiert und eine Autonome Region Assab gegründet, in der die von Afar bewohnten Gebiete zusammengefasst wurden. Der Teil, der zu Eritrea gehört hatte, wurde 1993 als Teil des Staates Eritrea von Äthiopien unabhängig. Die bei Äthiopien verbliebenen Afar-Gebiete wurden mit der ethnisch-föderalistischen Neuordnung des Landes nach 1991 zum heutigen Bundesstaat Afar (zunächst auch Region 2 genannt). Hauptstadt war zunächst Asaita, das später durch die neu erbaute Stadt Semera abgelöst wurde.

## Politik
Die Nationale Demokratische Partei der Afar (ANDP) ist regionaler Partner der auf nationaler Ebene regierenden Parteienkoalition EPRDF. Als einflussreichste Oppositionspartei unter den Afar fungiert die Revolutionäre Demokratische Einheitsfront der Afar (Uguugumo).
Nach den Wahlen von 2005 hatte die ANDP 84 von 87 Sitzen im Regionalparlament, die übrigen drei gingen an die Afar People’s Democratic Movement.
Afar bleibt ein schwach entwickeltes Gebiet. Gemäß einem Bericht des Entwicklungsprogramms der Vereinten Nationen von 1996 waren Gesundheitseinrichtungen, Bildung und Wasserversorgung völlig unzureichend, und einzig die Importgüter, die die Afar-Nomaden heutzutage durch Handel erwerben („wie allgegenwärtige Plastiksandalen, Zigaretten und verzinkte Kochgefäße“), würden die Gegenwart von früheren Zeiten unterscheiden.
In den letzten Jahren kamen Tausende Afar aus Eritrea als Flüchtlinge nach Äthiopien, wo sie sich zunächst an über 20 Orten bei der lokalen Bevölkerung niederließen. Das UNHCR plant die Eröffnung von zwei Lagern bei Berhale und Asaita für diese Flüchtlinge.

## Administrative Gliederung
Afar ist in fünf Zonen eingeteilt. Diese erhielten im Jahr 2006 Eigennamen: Awsi Rasu (vormals Zone 1), Kilbet Rasu (Zone 2), Gabi Rasu (Zone 3), Fantena Rasu (Zone 4) und Hari Rasu (Zone 5). Die Zonen sind weiter in Woredas unterteilt.